# Egeln
Egeln ilà một đô thị thuộc huyện Salzland, bang Saxony-Anhalt, Đức.

## Thành phố kết nghĩa
- Mûrs-Erigné (Pháp)
- Bzenec (Cộng hòa Séc)
- Rüthen (North Rhine-Westphalia, Đức)